# Robert Balthasar Christ
Robert Balthasar Christ (Pseudonyme: Fridolin, Glopfgaischt, * 10. Februar 1904 in Basel; † 14. Mai 1982 ebenda, reformiert, heimatberechtigt in Basel) war ein Schweizer Journalist und Schriftsteller. 

## Leben

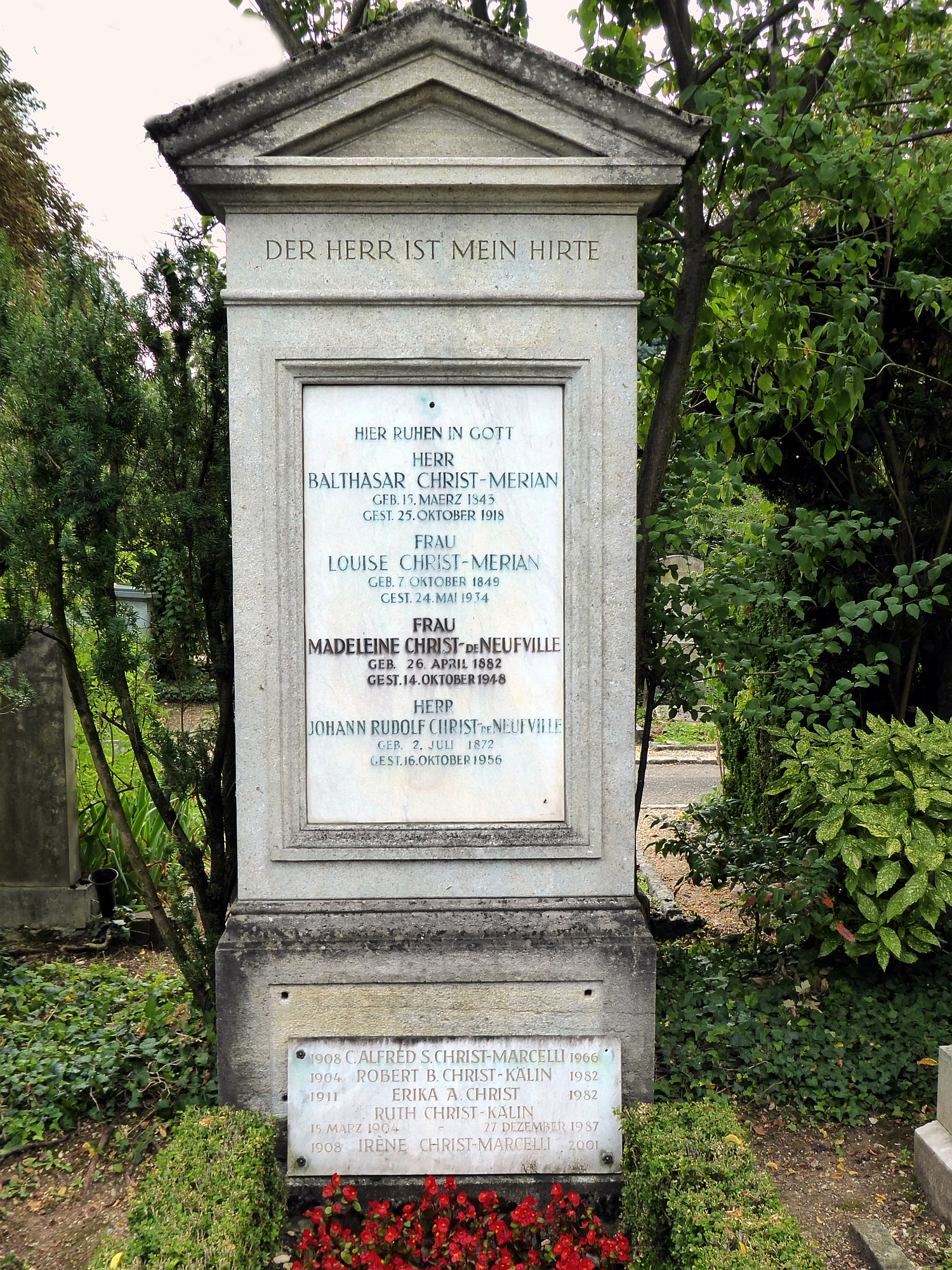
Grab auf dem Friedhof Wolfgottesacker, Basel

Robert Balthasar Christ wurde am 10. Februar 1904 in Basel als Sohn des Textilkaufmanns Johann Rudolf Christ geboren.  Christ, der zunächst den Beruf eines Textilkaufmanns erlernte, begann 1935 unter dem Pseudonym Fridolin Zeitungsberichte über Autorennen zu schreiben. 1940 gab er schliesslich seinen Beruf zugunsten des Journalismus auf.
Ab dem Jahr 1947 publizierte Robert Balthasar Christ als Glopfgaischt Sprachglossen und schrieb als Fridolin Erzählungen sowie ein nach Sachgebieten angeordnetes Wörterbuch. Zusammen mit Kurt August Haegler gab er die umfangreiche Baseldytsch-Sammlung heraus.
Als Kritiker, Feuilletonist und Radiomitarbeiter, er war ein Pionier von Quiz-Sendungen in deutscher Sprache, erlangte er sowohl in der Schweiz als auch in Deutschland grosse Bekanntheit.
Robert Balthasar Christ, der 1938 Ruth, die Tochter des Philipp Arnold Kälin, ehelichte, verstarb am 14. Mai 1982 drei Monate nach Vollendung seines 78. Lebensjahres in Basel. Seine letzte Ruhestätte fand er auf dem Wolfgottesacker.

## Werke (Auswahl)
- Die milde Lupe, 1949
- Die Sonnenuhr, 1951
- E Baseldytsch-Sammlig, 1947, 3. Aufl. 1974